# ANSYS
Ansys, Inc. è una società statunitense con sede a Canonsburg, in Pennsylvania che sviluppa e commercializza software di simulazione ingegneristica. Il software Ansys viene utilizzato per progettare prodotti e semiconduttori, nonché per creare simulazioni che testano la durabilità di un prodotto, la distribuzione della temperatura, i movimenti dei fluidi e le proprietà elettromagnetiche. L'azienda fa parte della classifica S&P 500, tra le maggiori società capitalizzate negli USA ed è quotata al NASDAQ. Nel 2016 contava circa 2800 dipendenti e un cespite di 2,8 miliardi di dollari.

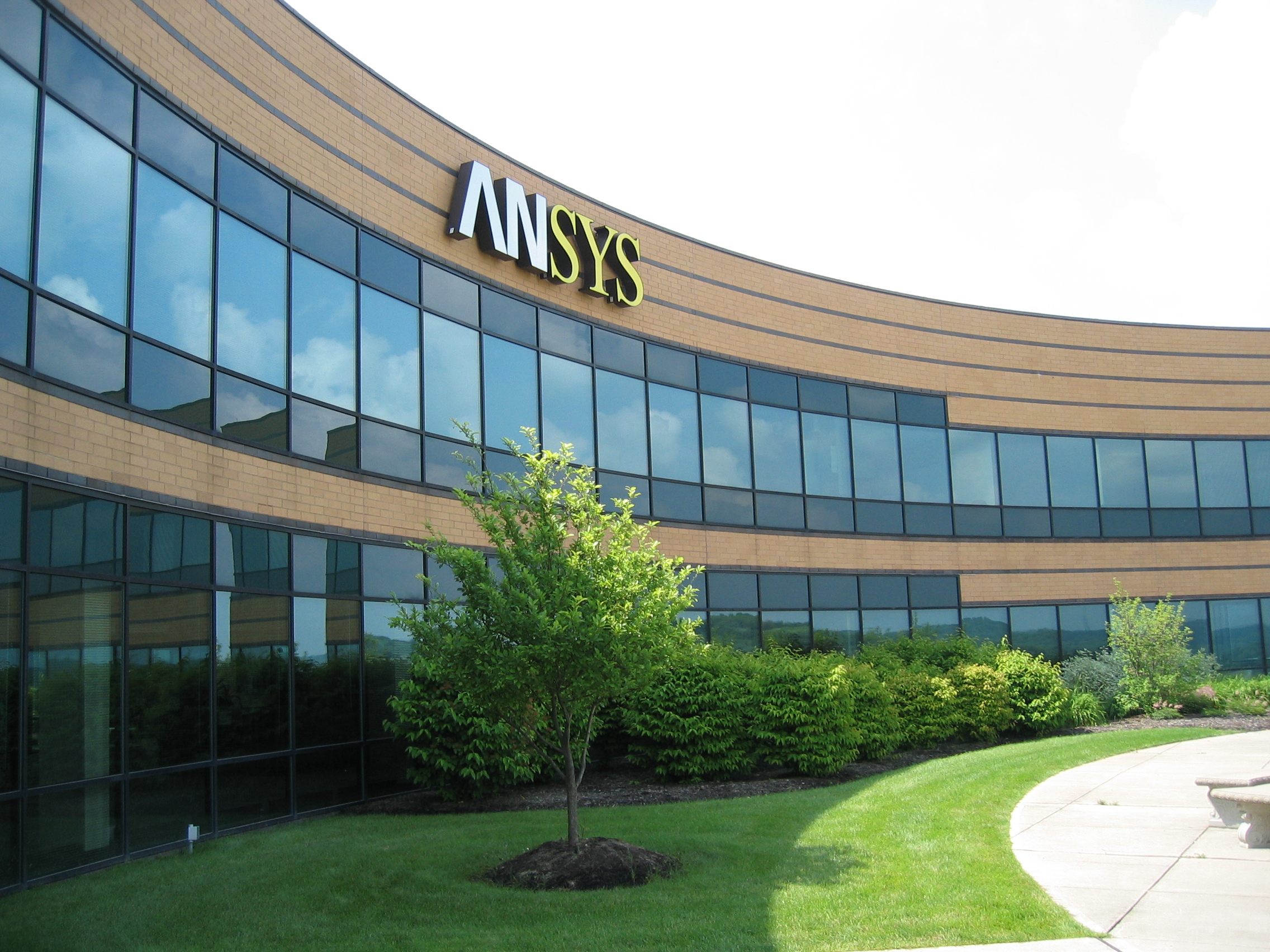
Quartier generale di ANSYS a Canonsburg

Ansys è stata fondata nel 1970 da John Swanson. Swanson ha venduto l'azienda nel 1993. Ansys è quotata nel NASDAQ dal 1996. Negli anni 2000, Ansys ha effettuato numerose acquisizioni di altre società di progettazione tecnica, acquisendo ulteriore tecnologia per fluidodinamica, progettazione elettronica e altre analisi della fisica.